# Elvis' Christmas Album
Elvis' Christmas Album (även återutgivet som Elvis' Christmas Album (Camden) och It's Christmas Time) är det tredje studioalbumet och första julalbumet av den amerikanske sångaren och musikern Elvis Presley, utgivet den 15 oktober 1957 på RCA Victor (LOC-1035) som en deluxe limited edition. Låtarna på albumet var inspelade på Radio Recorders i Hollywood i Kalifornien. Det har återutgivits i många olika format sedan det först släpptes. Albumet låg fyra veckor på förstaplatsen på den amerikanska albumlistan och nådde andraplatsen i Storbritannien. Det var det första av två album med jultema som Elvis Presley skulle spela in – det andra var Elvis Sings The Wonderful World of Christmas som utkom 1971.
Enligt Recording Industry Association of America (RIAA) har Elvis' Christmas Album från 1957 och dess efterföljare Elvis' Christmas Album i Camdenutgåvan från 1970 och It's Christmas Time från 1985, tillsammans sålt minst 17 miljoner exemplar i USA. Camdenutgåvan från 1970 har sålts i 10 miljoner exemplar och är det första Elvis Presley-albumet som uppnått diamant-certifiering av RIAA. Elvis' Christmas Album är också det mest sålda julalbumet genom tiderna i USA. Med en försäljning i enbart USA på över 17 miljoner och till detta ska också försäljningen i resten av världen läggas – där dock tillförlitliga siffror saknas – är det fortfarande världens mest sålda julalbum och ett av de mest sålda albumen genom alla tider.

## Elvis' Christmas Album 1957
Det ursprungliga albumet från 1957 bestod av sex sekulära julsånger, två traditionella julsånger och fyra gospelsånger. Gospellåtarna hade redan den 11 april 1957 släppts på EP:n Peace in the Valley. De två albumsidorna är uppdelade så att de mer sekulära julsångerna återfinns på sidan ett, medan de två traditionella julsångerna och de fyra gospellåtarna från EP:n finns på sidan två. 

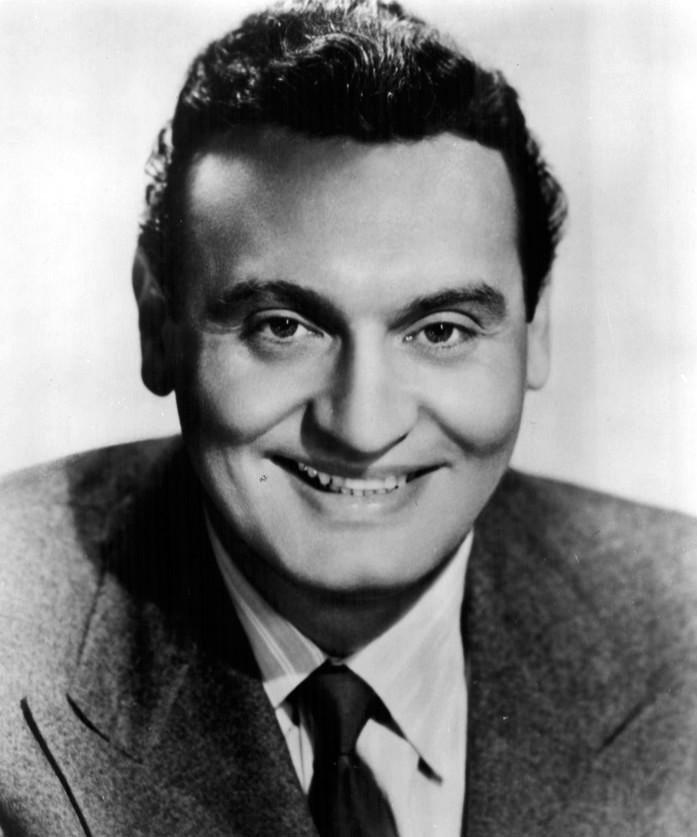
Frankie Laine (1954), som hade en stor hit med "I Believe" 1953.

Medan de flesta av låtarna på albumet var ofta förekommande julsånger, som "White Christmas" och "Silent Night", var två av låtarna nyskrivna åt Elvis. Den ena var "Santa Bring My Baby Back (to Me)", skriven av Aaron Schroeder och Claude DeMetrius, och den andra (som kom att bli albumets öppningsspår), den bluesinspirerade rock'n'roll-låten "Santa Claus Is Back in Town", skriven av Jerry Leiber och Mike Stoller. Detta producent- och låtskrivarteam kom att förse Elvis Presley med några av hans största hits, däribland "Jailhouse Rock" och "Don't". Låtarna spelades in på Radio Recorders i Hollywood vid två tillfällen 1957, i januari och i september.

### Radio Recorders Studio 1, 12–13 och 19 januari 1957

#### I Believe
Den första låten på januarisessionen var "I Believe", en kristen låt som "Frankie Laine" hade haft en stor hit med 1953. Elvis gör en mycket känslosam och hängiven sånginsats och låten är fint framförd.

#### (There'll Be) Peace in the Valley (For Me)

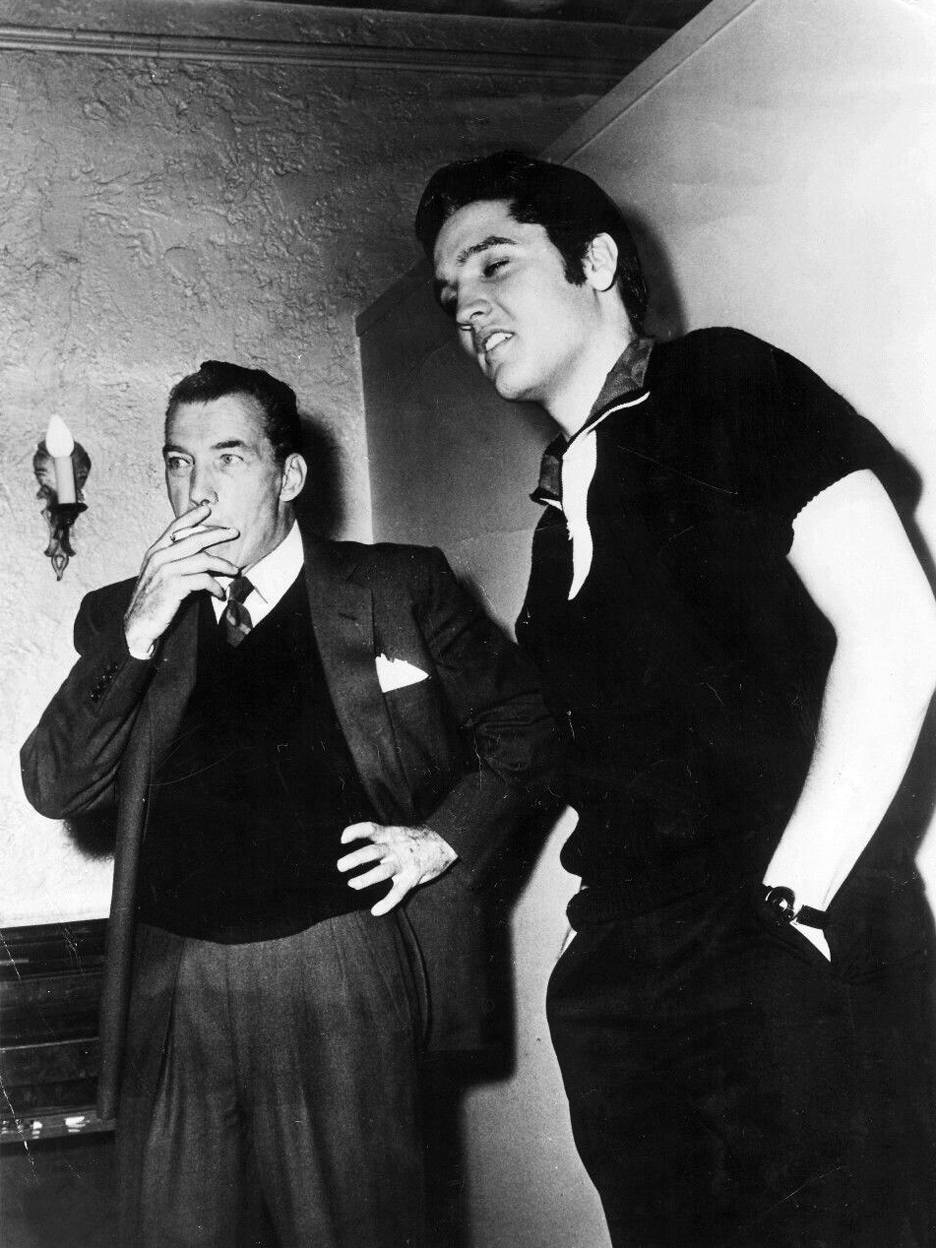
Elvis Presley och Ed Sullivan den 26 oktober 1956. Drygt två månader senare framförde Elvis "Peace in the Valley" på The Ed Sullivan Show.

"Peace in the Valley" var en låt som Elvis redan den 6 januari, en vecka före denna inspelning, hade framfört live i tv på The Ed Sullivan Show. På studioinspelningen sjöng Elvis dock också den andra versen och i övrigt gjordes även andra justeringar i arrangemanget. De särskilda manér som Elvis ofta använde i sin sångteknik på exempelvis "I Believe", saknas på denna inspelning och han uppvisar också en större styrka i rösten än vad han haft på sina tidigare inspelningar av ballader. Efter nio tagningar hade man en master, och på denna förenar sig Elvis sång med The Jordanaires stämsång och framförandet backas upp av Gordon Stokers utsökta pianoackompanjemang.

#### Take My Hand, Precious Lord
"Take My Hand, Precious Lord" hade skrivits av Thomas A. Dorsey, som också skrivit "Peace in the Valley". Elvis inspelning är såväl innerlig som trovärdig. Han sjunger ibland så tyst att rösten knapp är mer än en viskning, för att sedan sjunga som om han vore på väg att använda alla sina krafter, men i sista stund håller dem tillbaka. Spencer Leigh menar att hans röst är exceptionell på denna inspelning. Detta framförande är en direkt motsats till den hårda rock'n'roll-stil som Elvis dittills kommit att förknippas med.

#### It Is No Secret (What God Can Do)
Efter de två första inspelningsdagarna i Radio Recorders studio, påbörjade man inspelningarna på Paramount Sound Stage av soundtracket till filmen Loving You, men mitt i dessa, den 19 januari, återvände Elvis och bandet till Radio Recorders för att slutföra Peace in the Valley-EP:n, och samtidigt spela in ett antal andra låtar. Man inledde med balladen och psalmen "It Is No Secret (What God Can Do)" som skulle bli den fjärde och sista låten på EP:n.

#### Utgivningen av Peace In the Valley
De fyra låtarna släpptes i april 1957 på EP:n Peace in the Valley (katalognummer EPA 4054). Som bäst nådde den plats 3 på den amerikanska EP-listan och plats 39 på singellistan, och den sålde en miljon exemplar. Låtarna skulle också komma att inkluderas i Elvis' Christmas Album, som utkom i oktober 1957. Med undantag för "I Believe", som hade varit en stor internationell hit, var dessa sånger i stort sett okända utanför den amerikanska södern, och inte alls kända i exempelvis Storbritannien.
Efter att EP:n kommit ut skrev The Billboard att Elvis "Presley gör en monumental förändring och sjunger fyra andliga sånger berömvärt vördnadsfullt och med innerlighet."

### Radio Recorders Studio 1, 5–7 september 1957

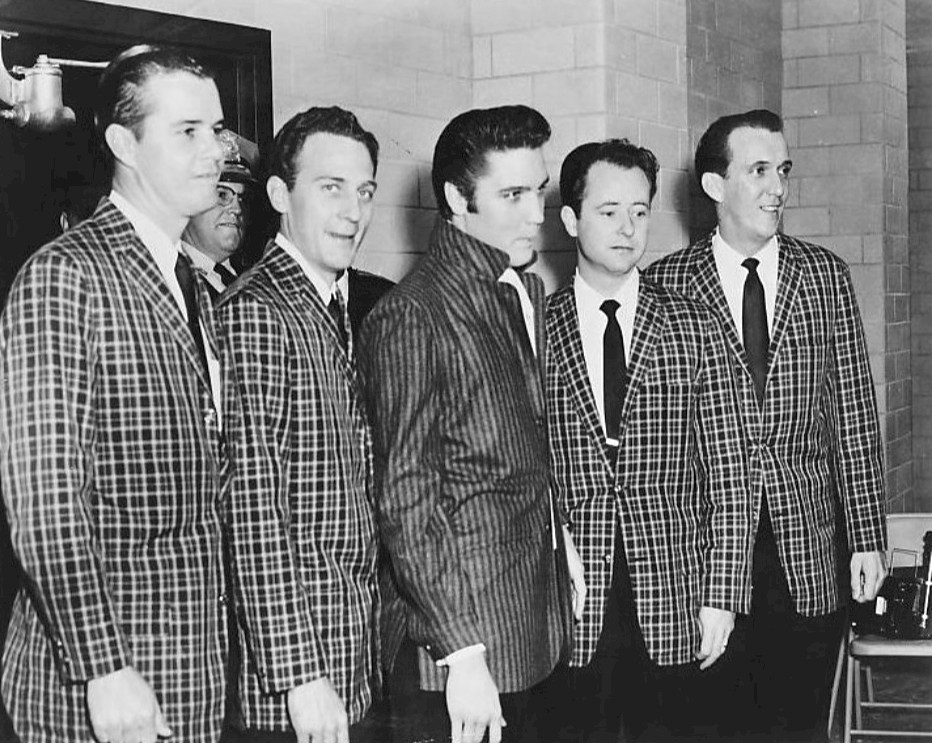
Elvis Presley och The Jordanaires i mars 1957. Från vänster: Neal Matthews (andratenor), Hoyt Hawkins (baryton), Elvis Presley, Gordon Stoker (tenor), Hugh Jarrett (bas).

Den sista studiosessionen år 1957 ägde rum den 5–7 september på Radio Recorders i Hollywood i Kalifornien, och den var i första hand avsedd för att spela in ett julalbum. Elvis ville komma i rätt stämning, så trots att inspelningen skedde i september hade producenten Steve Sholes ordnat så det i studion fanns en julgran med inslagna presenter under. Tre låtar som inte var tänkta för julalbumet spelades också in vid detta tillfälle: "Treat Me Nice", "My Wish Came True" och "Don't". Resten av sessionen ägnades åt de åtta låtar som behövdes för julalbumet. RCA hade beslutat att de fyra andliga inspelningarna från januari 1957, utgivna på EP:n Peace in the Valley, skulle komplettera albumet så att det sammanlagt skulle komma att bestå av tolv låtar. Genom att på julalbumet kombinera julsångerna med de andliga sångerna hoppades man att alla låtarna på albumet skulle uppfattas som jullåtar.

#### Blue Christmas
Den första jullåten som man spelade in skulle också bli den mest ihågkomna. "Blue Christmas" var en countryfavorit som ursprungligen hade spelats in redan 1948. I Elvis version, som bara består av två av de tre verserna, är låten omarbetad till ett mer positivt nummer och arrangerad i en mer bluesig stil, och han samverkar med bakgrundssångarna i The Jordanaires och med Millie Kirkham, som sjunger en sopranstämma genom hela sången. Kirkham, som vid tiden var gravid i sjätte månaden, kommenterade att det var fruktansvärt, men ju längre det höll på, desto roligare blev det. I en intervju i Country Music Hall of Fame år 2012, berättade hon att Elvis Presley inte ville spela in "Blue Christmas", men att han inte kunde låta bli då låten redan var inplanerad. Som Kirkham mindes det ska Elvis då ha sagt till dem alla: "'Okej, låt oss bara få det här överstökat. Gör vad som helst. Ha roligt ... Gör något fånigt." Kirkham valde då att genom hela låten ordlöst sjunga "whoo-ooh-ooh". Efteråt skrattade de allesammans och sade: "Tja, det är då en inspelning som skivbolaget aldrig kommer att släppa".

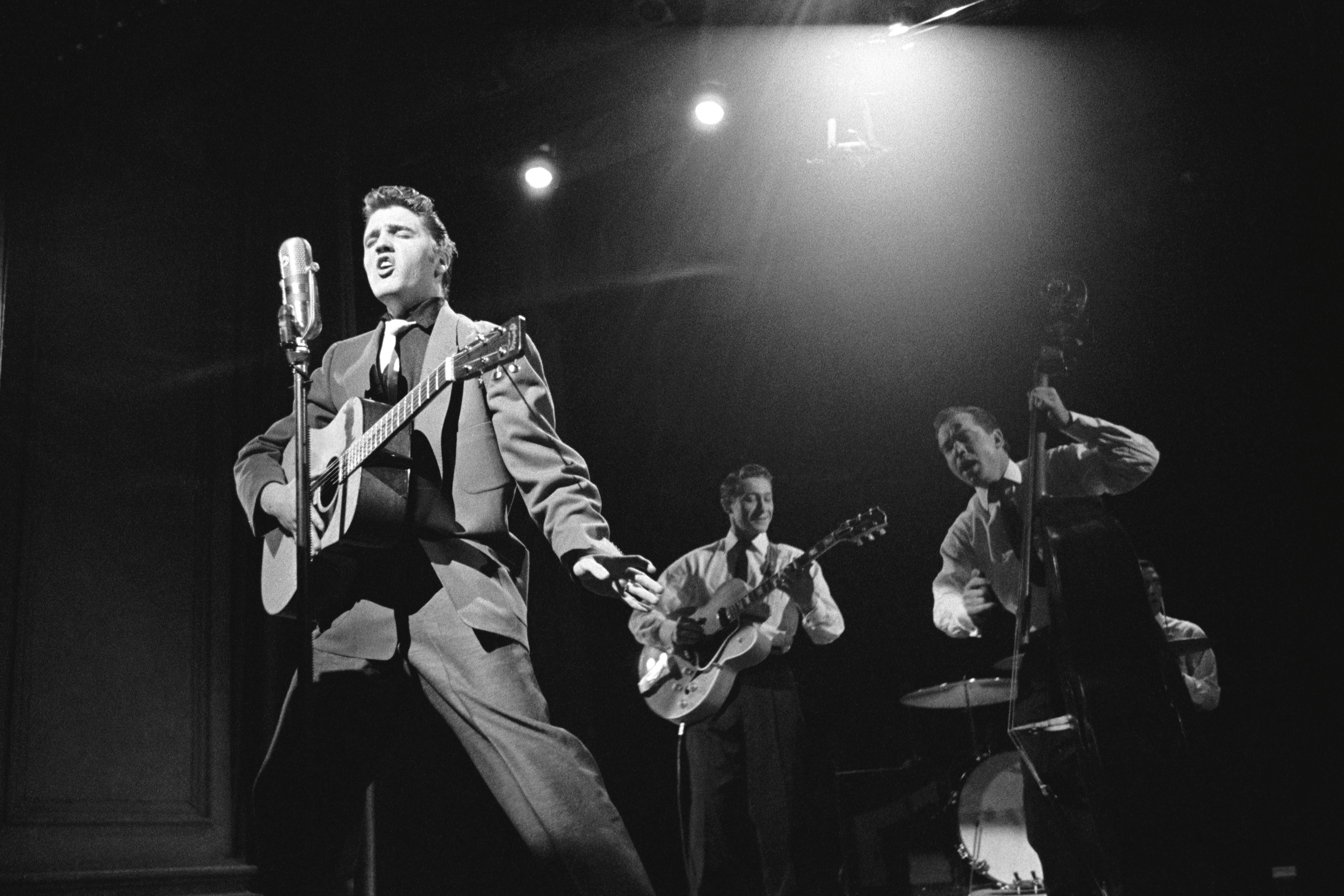
Elvis Presley uppträdande live den 1 september 1956, tillsammans med gitarristen Scotty Moore och basisten Bill Black. De deltog båda vid studioinspelningarna i såväl januari som september 1957.

Elvis skulle återkomma till "Blue Christmas" i liveframträdanden framöver, däribland i den berömda tv-showen från 1968.

#### Here Comes Santa Claus
"Here Comes Santa Claus" var också en klassiker". Elvis framförde den i ett något högre tempo än vad Gene Autry hade gjort på sin originalinspelning. Ernst Jørgensen anser inspelningen vara "både oförarglig och fantasilös", medan Shane Brown anser att synkoperingen i den subtila rytmförskjutningen i musiken som The Jordanaires åstadkommer i bakgrunden, genom att låta en svagare betonad taktdel bindas samman med en följande starkare betonad taktdel, blir alltmer komplex ju längre låten fortskrider, och att detta tvärtom tyder på skicklighet och att man har arbetat mycket på att åstadkomma en perfekt inspelning.

#### Silent Night och O Little Town of Bethlehem

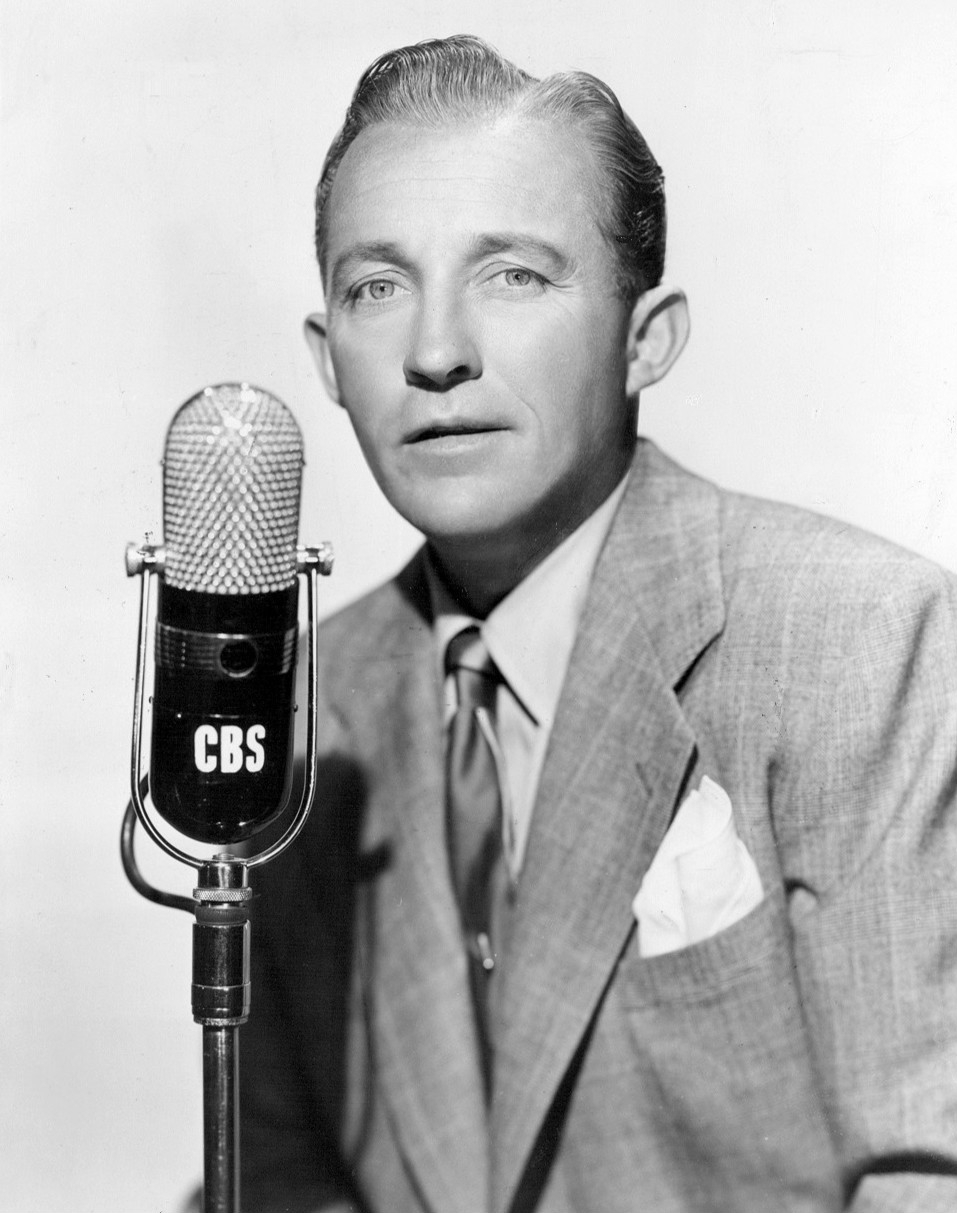
Bing Crosby (1951) som hade spelat in både "I'll Be Home for Christmas" och "White Christmas".

Också två julpsalmer spelades in, "Silent Night" och "O Little Town of Bethlehem". Båda låtarna arrangerades av Elvis själv, och han sjunger dem vördnadsfullt och åstadkommer ett sound som påminner om det som han skapade under inspelningen av gospel-EP:n i januari 1957.

#### I'll Be Home for Christmas
"I'll Be Home for Christmas" var en låt som först hade spelats in av Bing Crosby 1943 och som redan hunnit bli en julklassiker. Det var en låt som trots att den inte var en religiös sång ändå gick i samma stil som julpsalmerna. Elvis framför den enligt Shane Brown superbt med full kontroll på sin röst, vilken är både fyllig och rik.

#### Santa Bring My Baby Back (To Me)

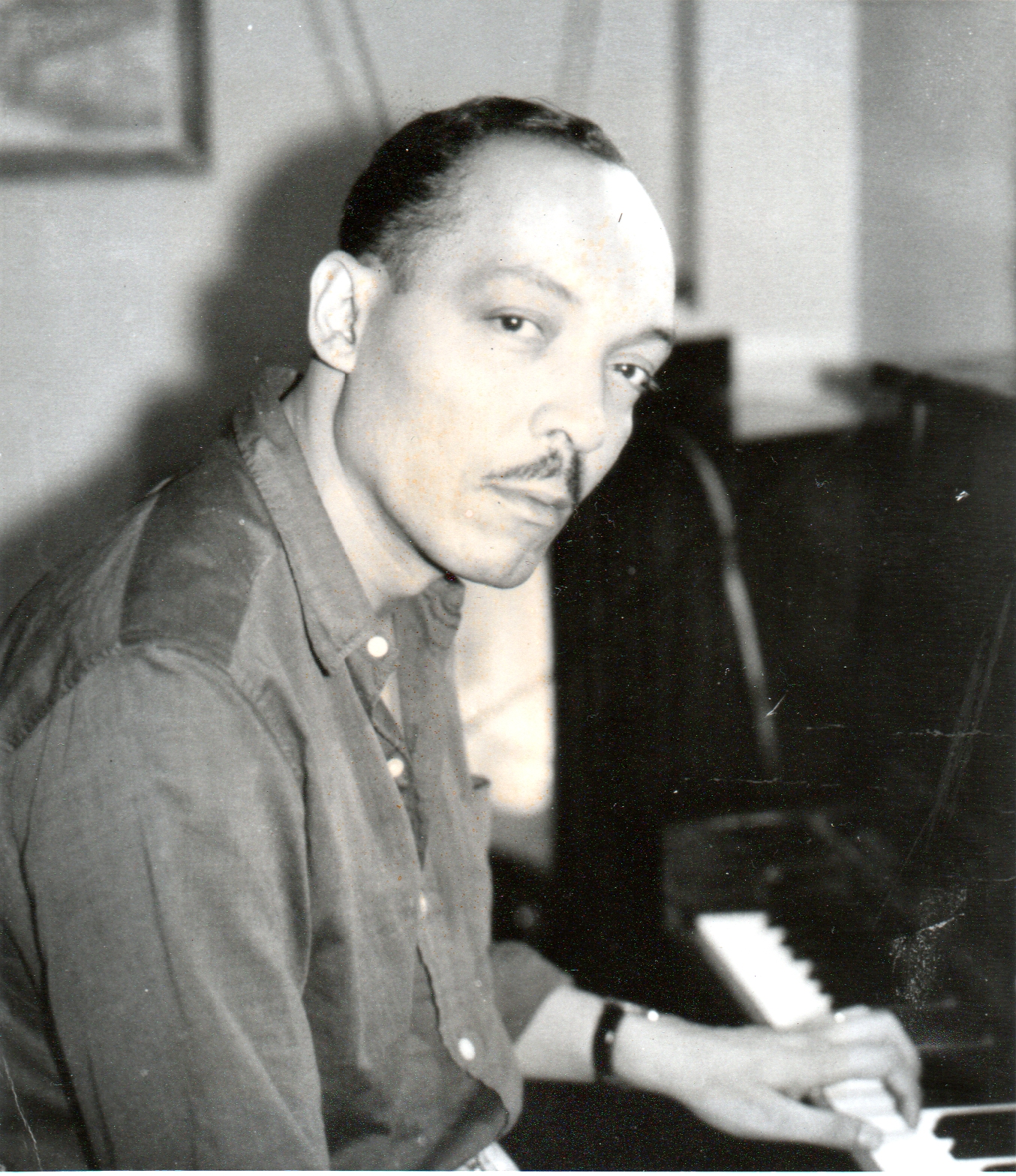
Claude DeMetrius, som tillsammans med Aaron Schroeder hade skrivit "Santa Bring My Baby Back to Me" åt Elvis.

"Santa Bring My Baby Back to Me", skriven av Aaron Schroeder och Claude DeMetrius, var en av två nyskrivna låtar på albumet. Det är en rytmisk låt och dess sound är mjukare än på de flesta låtar i detta tempo som Elvis spelade in under denna period. Den kan på så sätt liknas vid en musikalisk korsning mellan "Got a Lot o' Livin' to Do!" och "Don't Be Cruel". Låten utkom tillsammans med "Santa Claus Is Back In Town" som singel i Storbritannien och nådde i november 1957 plats 7 på UK Singles Chart.

#### Santa Claus Is Back in Town
Mot slutet av sessionen började det bli tunnsått med material som Elvis ansåg vara tillräckligt bra för att spela in. Efter att han hade kämpat med några intetsägande julsånger, bad han de begåvade låtskrivarna Jerry Leiber och Mike Stoller, vilka båda var på plats i studion och de facto verkade som producenter, att skriva en låt som var mer i hans stil. De gick iväg till mixerrummet, och inom en halvtimme återkom de med en låt där tomten inte kommer i en släde utan i "en stor svart Cadillac". Låten var en blues och den hade från början namnet "Christmas Blues" och Elvis älskade den. Det tog Elvis sju tagningar att göra en perfekt inspelning av låten och man ändrade namnet till "Santa Claus Is Back in Town".

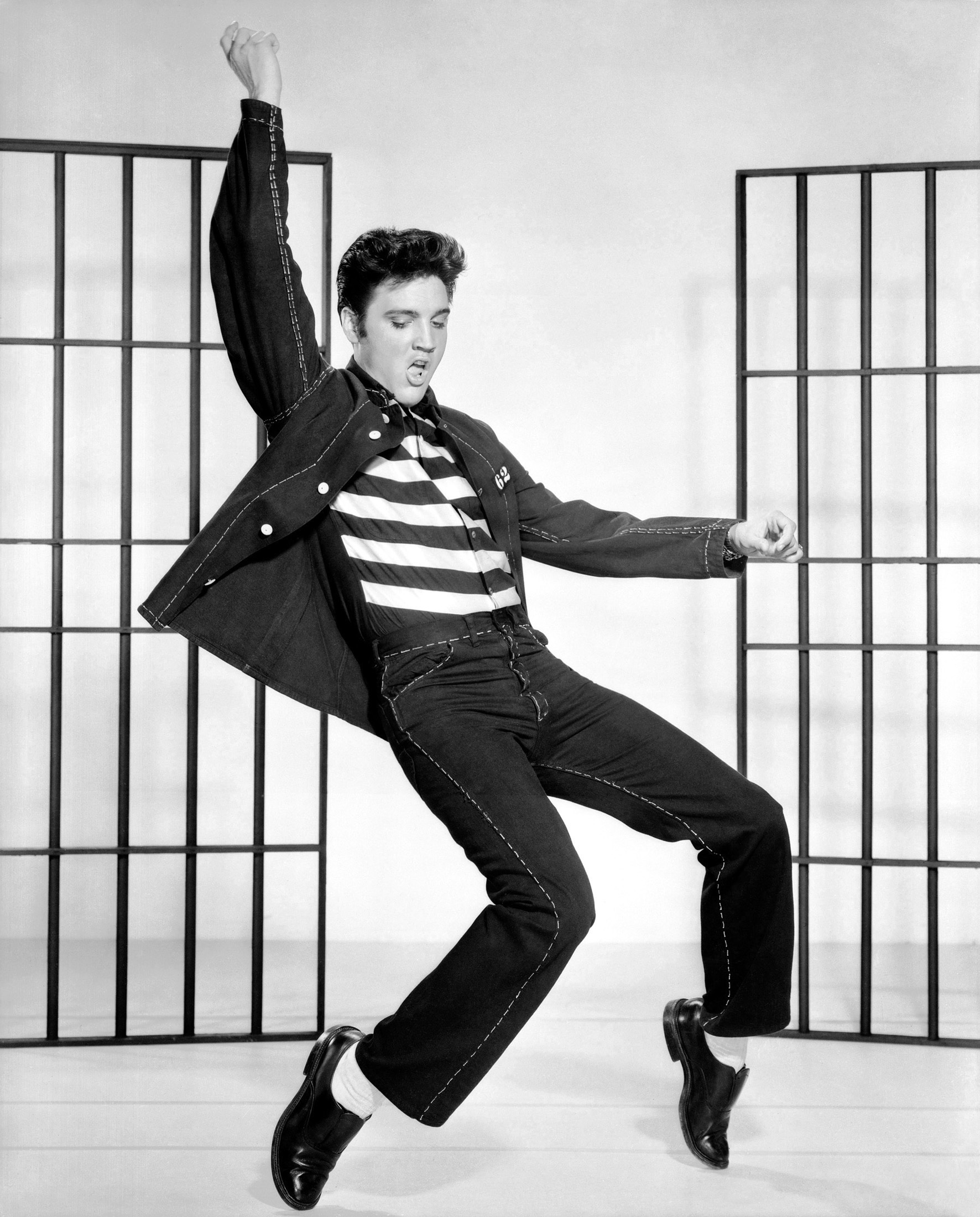
Elvis Presley i filmen Jailhouse Rock.

I Elvis tappning har låten ett hårt bluessound som övertrumfar många rocklåtar, som exempelvis "One Night". Elvis framför låten i en tuff stil, men också lekfullt och sexigt medan Dudley Brooks pianosolo under instrumentalpartiet fulländar den. Texten är tvetydig med dubbla budskap. Shane Brown menar att om texten i "Jailhouse Rock" var lite vågad för sin tid, är "Santa Claus Is Back in Town" närapå barnförbjuden. Brown anser att anspelningarna är uppenbara för envar och inte lämnade mycket över åt fantasin.
På tv-specialen från 1968 framförde Elvis "Santa Claus Is Back in Town" på den andra så kallade Sit-Down-showen. Han introducerade dessutom denna sång som: "min favorit bland alla julsånger som jag har spelat in", trots att denna bekännelse i den färdiga tv-showen visades före "Blue Christmas" och tittarna därmed förleddes till att tro att den, och inte "Santa Claus Is Back in Town", var Elvis favoritjullåt av de jullåtar som han hade spelat in.

#### White Christmas
"White Christmas" skrevs av Irving Berlin 1940 och gjordes berömd av Bing Crosby. Trots texten i "Santa Claus Is Back in Town", var det Elvis inspelning av "White Christmas" som kom att orsaka kontroverser (se: Kontroverserna). Elvis hade inte baserat sin version på Bing Crosbys utan på The Drifters', från 1954. Hans version var dock bara löst baserad på den och till viss del är såväl strukturen, bakgrundssången och instrumenteringen, som stämmorna (vocal lines) ändrade. Elvis sång är innerlig och känslig och han klarar med bravur av att bemästra låtens vida omfång.

## Kontroverserna
Elvis' Christmas Album var den perfekta julklappen, fastän kritik riktades mot att ett sådant album skulle ges till barn. Albumet sålde bra och toppade listorna, men mottog en hel del kritik. Ett antal präster ansåg att Elvis inte behandlade "Silent Night" och "O Little Town of Bethlehem" med tillbörlig respekt, och de kritiserade bland annat hans sätt att andas under sången.

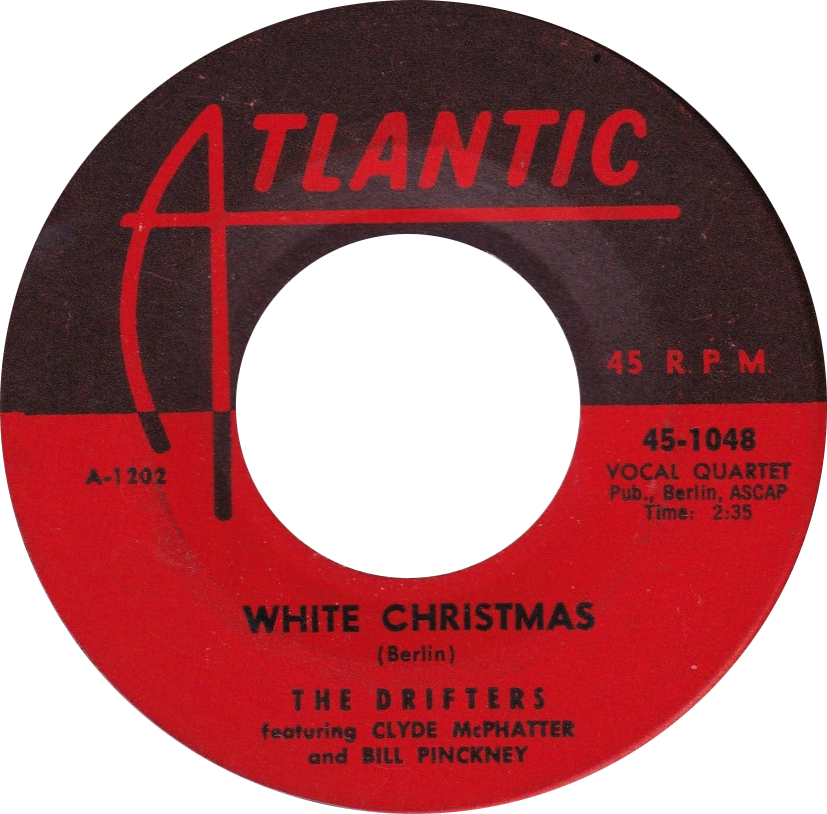
The Drifters singelutgåva av "White Christmas".

Men det var Elvis version av "White Christmas" – en sång som varje år 1942–1962 återkom på Billboard-listorna med Bing Crosby – som blev centrum för kritiken mot albumet. Att många upprördes över Elvis version, berodde på att han framförde låten i en stil liknande den som The Drifters hade framfört låten i, och som de hade haft en topp-10-hit med på "rhythm and blues"-singellistan 1954 och 1955. Men denna version hade huvudsakligen spelats på svarta radiostationer och inte nått ut till den vita medelklassen på samma sätt. Vissa ansåg att albumet vanhelgade den traditionella julstämningen. Även om de flesta radiostationer i USA valde att spela albumet, ska diskjockeyn Al Priddy i Portland i Oregon ha avskedats för att ha spelat just "White Christmas". Radiostationen WCFL i Chicago gick så långt som att de bannlyste alla Elvis-skivor, och än fler radiostationer i Kanada ska ha bojkottat albumet, helt eller delvis. Enligt vad som sägs ska låtens kompositör, Irving Berlin, ha reagerat extra starkt. Laurence Bergreen skriver i sin biografi över Irving Berlin: "När han hörde Elvis tolkning av 'White Christmas' blev han förskräckt. Han beordrade omedelbart sin personal att ringa radiostationer runt om i landet för att uppmana dem att inte spela denna barbariska rock-and-roll-version, som han ansåg vara ett helgerån."

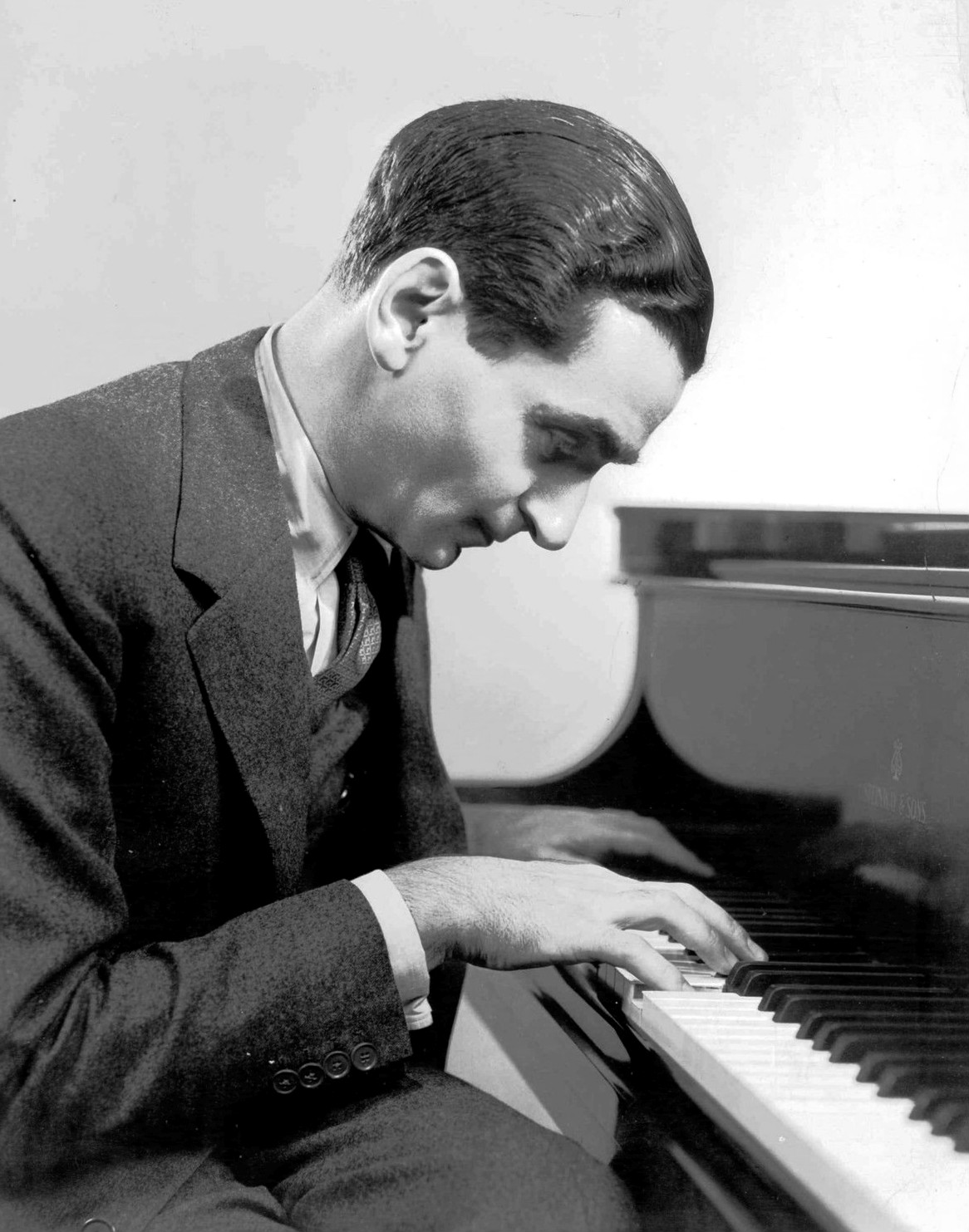
Irving Berlin, som påstås ha gett sina anställda order om att ringa radiostationer runt om i USA för att förmå dem att inte spela Elvis inspelning av "White Christmas".

Shane Brown har dock ifrågasatt delar av denna berättelse och menar att han i sina omfattande efterforskningar har visat att historierna om kontroversen kring albumet är överdrivna och att några av historierna inte alls är sanna. När det gäller uppgiften om att Irving Berlin ska ha fått sina anställda att ringa radiostationer i USA för att uppmana dem att inte spela "White Christmas", finner han inga belägg alls. Brown har med dagens sökverktyg kunnat söka igenom arkiven i över ett tusen olika amerikanska tidningar, såväl nationella som regionala, från 1950-talet utan att finna något omnämnande av denna historia. Ej heller finns något omnämnande om saken i branschtidningar som Variety, Billboard eller Sponsor, eller i någon Elvisbiografi från före 1990-talet. Den första uppgiften om att Berlin skulle ha gjort detta kommer från Laurence Bergreens biografi från 1990 och från vilket citatet ovan är hämtat. Bergreen uppger i sin tur som källa den amerikanske kriminal-, spion- och thrillerförfattaren Walter Wager som ska ha berättat detta för Bergreen. Brown menar att en sådan sak skulle ha rapporterats i tidningarna, såvida den hade inträffat, och borde ha uppmärksammats av Elvisbiograferna, hade de känt till den. Först efter 1990 och efter att Bergreens bok utkommit, dyker uppgiften upp också i andra böcker.
Vad gäller den sparkade diskjockeyn Al Priddy, framkom det 1987 att det hela hade varit ett pr-trick. Priddy hade, efter att ha avskedats i direktsändning, stannat hemma några veckor med full lön och sedan återgått till sitt arbete.

## Nyutgåvan på RCA Victor 1959
I oktober 1959, två år efter att den först utkom, återutgavs Elvis' Christmas Album. Elvis Presley gjorde vid tiden fortfarande sin militärtjänstgöring i dåvarande Västtyskland. Det lyxiga utfällbara skivfodralet på originalutgåvan ersattes med ett vanligt skivfodral med en närbild på Elvis mot en bakgrund av ett snöbeklätt landskap. Albumet fortsatte att år efter år fram till 1962 ta sig in på albumlistorna och sålde så småningom fler än tre miljoner exemplar i USA.

## Låtlista – utgåvorna 1957 och 1959
| 1. | Santa Claus Is Back in Town      | Jerry Leiber, Mike Stoller                  | 7 september 1957 | 2:21 |
| 2. | White Christmas                  | Irving Berlin                               | 6 september 1957 | 2:23 |
| 3. | Here Comes Santa Claus           | Gene Autry, Harriett Melka, Oakley Haldeman | 6 september 1957 | 2:00 |
| 4. | I'll Be Home for Christmas       | Kim Gannon, Walter Kent, Buck Ram           | 7 september 1957 | 1:54 |
| 5. | Blue Christmas                   | Billy Hayes, Jay W. Johnson                 | 5 september 1957 | 2:05 |
| 6. | Santa Bring My Baby Back (To Me) | Aaron Schroeder, Claude Demetrius           | 7 september 1957 | 1:52 |

| 1.           | O Little Town of Bethlehem                                                 | Phillips Brooks, Lewis Redner                       | 7 september 1957 | 2:34  |
| 2.           | Silent Night                                                               | Joseph Mohr, Franz Gruber                           | 6 september 1957 | 2:23  |
| 3.           | (There'll Be) Peace in the Valley (For Me) (från EP:n Peace in the Valley) | Thomas A. Dorsey                                    | 13 januari 1957  | 3:20  |
| 4.           | I Believe (från EP:n Peace in the Valley)                                  | Ervin Drake, Irvin Graham, Jimmy Shirl, Al Stillman | 12 januari 1957  | 2:04  |
| 5.           | Take My Hand, Precious Lord (från EP:n Peace in the Valley)                | Thomas A. Dorsey                                    | 13 januari 1957  | 3:19  |
| 6.           | It Is No Secret (What God Can Do (från EP:n Peace in the Valley)           | Stuart Hamblen                                      | 19 januari 1957  | 3:54  |
| Total längd: | Total längd:                                                               | Total längd:                                        | Total längd:     | 30:09 |

## Elvis' Christmas Album 1970

### Andra utgåvan på Camden 1970
Elvis' Christmas Album är ett studioalbum och ett julalbum av den amerikanske sångaren och musikern Elvis Presley, släppt i augusti 1970 av RCA Records på dess budgetmärke, RCA Camden. Det var det tredje Elvisalbumet som utkom på skivmärket RCA Camden efter Elvis Sings Flaming Star (1969) och Let's Be Friends (1970), och det var en nyutgivning av originalutgåvan Elvis' Christmas Album från 1957. 
Det faktum att det ursprungliga Elvis' Christmas Album hade gått ur tryck, men att det fortsatt fanns ett intresse för albumet, gjorde att RCA valde att ge ut det på nytt, men denna gång på märket Camden. Camden var ett lågprismärke och dess skivor innehöll inte lika mycket musik som fullprisskivor. Standarden på Elvis Camdenskivor var 10 låtar och eftersom det ursprungliga albumet bestod av 12 låtar valde man att plocka bort några. De fyra gospellåtarna från Peace in the Valley-EP:n, "Peace in the Valley", "It Is No Secret", "I Believe" och "Take My Hand, Precious Lord", togs bort eftersom de i egentlig mening inte var specifika jullåtar. De kom i stället att ges ut på nytt på det femte Camdenalbumet, gospelalbumet You'll Never Walk Alone i mars 1971. I deras ställe tillkom två låtar. "If Every Day Was Like Christmas" från 1966 var den enda jullåt som inte tidigare hade utkommit på ett album. "Mama Liked the Roses" var inspelad under American Studio Studio-sessionen 1969, och trots att den i egentlig mening inte handlade om julen togs den förmodligen med eftersom det fanns en allmän efterfrågan på låten, som heller inte tidigare utkommit på ett album.
År 1971 spelade Elvis dessutom in ett nytt julalbum, Elvis Sings the Wonderful World of Christmas.

### RCA Studio B – Nashville, 12 juni 1966

#### If Every Day Was Like Christmas

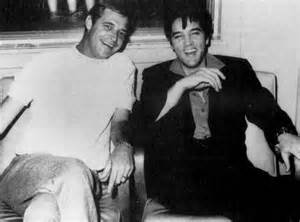
Elvis Presley och producenten Felton Jarvis i RCA Studio B i Nashville den 10 september 1967.

Under studiosessionen den 25–28 maj 1966, vilken främst producerade låtarna till albumet How Great Thou Art, var det meningen att Elvis skulle spela in en julsingel. Någon sådan kom dock aldrig att spelas in, vilken innebar att en ny session behövde planeras in för detta ändamål, innan Elvis påbörjade inspelningen av filmen Double Trouble. Denna inspelningssession planerades därför in med start den 10 juni och den skulle på nytt hållas i RCA Studio B i Nashville i Tennessee. Men när inspelningarna skulle börja befann sig Elvis på sitt motellrum. Han sade sig vara förkyld och hade ingen lust att spela in. I stället skickade han sin vän och livvakt Red West för att sjunga i hans ställe. Producenten Felton Jarvis fick arrangera inspelningarna med musikerna, så kunde Elvis efteråt lägga på sin sång. West sjöng därför på de tre ballader som man spelade in den kvällen och natten, däribland på sin egen "If Every Day Was Like Christmas" (de andra två var "Indescribably Blue" och "l'll Remember You"). Först efter två dygn och efter att sessionen hade ställts in, tog sig Elvis till inspelningsstudion och lade på sin sång efter att Red Wests hade avlägsnats.
Red West hade skrivit "If Every Day Was Like Christmas". I versen finns element som påminner om "The Christmas Song" och låten har en inspirerande refräng. Billboard beskrev den som en "vacker allsångsjulledighetsballad med ett förstklassigt framförande av Presley." Låten är såväl vackert sjungen som fint arrangerad. Ändå lyckades den inte ta sig in på Billboards topplista i USA när den släpptes som singel. Den nådde dock andra plats på Billboards lista för jullåtar och i Storbritannien blev den topp-tio-placerad på UK Singles Chart.

### American Sound – Memphis, 21 januari 1969

#### Mama Liked the Roses
"Mama Liked the Roses" spelades in i januari 1969 i American Sound Studio i Memphis i Tennessee under ledning av producenten Chips Moman. Inspelningssessionen resulterade i bland annat flera topplacerade singlar och det kritikerrosade albumet From Elvis in Memphis. Det var Chips Moman själv som försåg Elvis med Johnny Christophers "Mama Liked the Roses" genom sitt eget förlag. Detta är ingen jullåt eller religiös låt, men det är en vemodig sång där sångaren minns sin avlidna mor. När albumet From Elvis in Memphis skulle sättas samman hade Chips Moman tagit med "Mama Liked the Roses", men på grund av den konflikt som uppstod rörande upphovsrätten mellan honom och de som skötte Elvismusiken, kom låten att plockas bort till förmån för "Power of My Love".
"Mama Liked the Roses" gavs ut på singel som dubbel A-sida i USA tillsammans med "The Wonder of You" den 20 april 1970, och nådde plats 9 på den amerikanska singellistan, medan den i Storbritannien var B-sida till "The Wonder of You", som kom att toppa den brittiska singellistan i sex veckor.

### Nyutgåvan på Pickwick av Camdenutgåvan
I mitten av 1970-talet leasade RCA Records ut rättigheterna att återutge vissa inspelningar av såväl Elvis Presley som andra RCA Victor-artister på Camden-etiketten, till det brittiska budgetutgivningsbolaget Pickwick Records. År 1975 återutgav därför Pickwick Records alla tio Elvisalbum som utkommit på Camden-etiketten, och i samband därmed också Elvis' Christmas Album med samma innehåll som Camdenalbumet men med ett modifierat skivomslag.
Efter Elvis Presleys död i augusti 1977 ökade efterfrågan på hans inspelningar dramatiskt. RCA återtog i samband med detta rättigheterna till sina Pickwick- och Camden-inspelningar och återutgav flera av dem på nytt. Elvis' Christmas Album återutgavs på 1980-talet på lp och cd som en RCA Special Products-utgåva på RCA Camden-etiketten. Denna nyutgåva, har ett Pickwick-omslag men med RCA:s logotyper, och låtlistan var oförändrad från den ursprungliga RCA Camden-utgåvan från 1970.

### Försäljning
Camden- och Pickwick-utgåvorna har sammanlagt sålt i över 10 miljoner exemplar i USA enligt RIAA. Detta gör att albumet är certifierat diamant och det är det enda Elvis Presley-albumet som uppnått denna försäljning.

## Låtlista – Camden- och Pickwick-utgåvorna
| 1. | Blue Christmas              | Billy Hayes, Jay W. Johnson       | 5 september 1957 | 2:05 |
| 2. | Silent Night                | Joseph Mohr, Franz Gruber         | 6 september 1957 | 2:23 |
| 3. | White Christmas             | Irving Berlin                     | 6 september 1957 | 2:23 |
| 4. | Santa Claus Is Back in Town | Jerry Leiber, Mike Stoller        | 7 september 1957 | 2:21 |
| 5. | I'll Be Home for Christmas  | Kim Gannon, Walter Kent, Buck Ram | 7 september 1957 | 1:54 |

| 1.           | If Every Day Was Like Christmas  | Red West                                    | 10 juni 1966 (track) 12 juni 1966 (vocal)       | 2:52  |
| 2.           | Here Comes Santa Claus           | Gene Autry, Harriett Melka, Oakley Haldeman | 6 september 1957                                | 2:00  |
| 3.           | O Little Town of Bethlehem       | Phillips Brooks, Lewis Redner               | 7 september 1957                                | 2:34  |
| 4.           | Santa Bring My Baby Back (To Me) | Aaron Schroeder, Claude Demetrius           | 7 september 1957                                | 1:52  |
| 5.           | Mama Liked the Roses             | Johnny Christopher                          | 16 januari 1969 (track) 21 januari 1969 (vocal) | 2:35  |
| Total längd: | Total längd:                     | Total längd:                                | Total längd:                                    | 22:59 |

## Albumutgåvor, albumomslag och försäljningssiffror i USA
Elvis' Christmas Album har utkommit i många skepnader genom åren och med delvis annan låtuppsättning. 
Elvis' Christmas Album 1957  (3 000 000 exemplar). Elvis' Christmas Album (1957), originalutgåvan (LOC-1035) gavs ut med ett lyxigt utfällbart skivomslag där framsidan var i rött och där det i bakgrunden fanns inslagna julklappar samt ett infällt foto av Elvis. Det var en deluxutgåva i form av ett häfte med reklambilder från Elvis tredje film, Jailhouse Rock. Albumet utkom i oktober 1957 och ersattes av en ny utgåva den 13 oktober 1959 (LPM-1951). Denna utgåva med samma innehåll hade ett annat omslag, denna gång ett vanligt skivfodral där framsidan gick i blått med en närbild på Elvis mot ett snöbeklätt landskap i bakgrunden. Dessa båda utkom under åren 1959–1969 och har av RIAA certifierats för en försäljning 
av 3 miljoner och har följaktligen sålts i mellan 3 och 4 miljoner exemplar i USA.
Elvis' Christmas Album 1970  (10 000 000 exemplar). Elvis' Christmas Album (1970) var en utgåva under lågprisetiketten Camden (CAL-2428) där fyra av låtarna på originalutgåvan hade försvunnit och två nya hade tillkommit. Det första omslaget till denna reviderade utgåva hade i likhet med 1959 års utgåva ett snötäckt landskap i bakgrunden, och bilden av Elvis kommer denna gång från hans film Speedway och visar honom klädd i en blå racingjacka med två vita ränder. När albumet släpptes i Storbritannien (INT-1126) hade omslagets ändrats så att Elvis ansikte från 1970 års Camden-släpp hade behållits inuti en cirkel i mitten, och resten av omslaget var vitt med titeln och låtarna skrivna i rött. Detta omslag utgjorde grunden för Pickwickutgåvan 1975 (CAS-2428), där bilden av Elvis inuti en cirkel hade behållits, men där det omkringliggande hade en blå bakgrund med röda band och kvistar av järnek. Utgåvorna på Camden och Pickwick certifierades av RIAA den 9 september 2011 diamant  för en försäljning av 10 miljoner exemplar i USA (och det hade ännu inte sålt 11 miljoner år 2023), vilket gör denna utgåva till det Elvisalbum som har sålt mest och det enda diamantcertifierade.
It's Christmas Time 1985  (4 000 000 exemplar). Albumet gavs ut på nytt 1985 med samma innehåll som på 1970 års Camdenutgåva, men nu under namnet It's Christmas Time. På detta albumomslag finns ett porträttfoto av Elvis mot en vit bakgrund där albumets titel och låtlista finns angivna, och albumet certifierades 4 × platina för 4 miljoner sålda exemplar i mars 2018.
Inte långt efter att It's Christmas Time hade utkommit, gav RCA på nytt ut den ursprungliga versionen av albumet från 1957 med dess originalomslag. Och 1995 återutgav RCA/BMG Camdenutgåvan från 1970 under den nya titeln Elvis' Christmas, vilken oberoende av andra album har certifierats guld av RIAA  för en försäljning av en halv miljon exemplar.
Sedan har flera album utkommit där man har samlat inte bara låtarna från de båda versionerna av Elvis' Christmas Album, utan också låtarna från Elvis andra julalbum, Elvis Sings The Wonderful World of Christmas från 1971, vilket år 1999 certifierades 3 × platina  av RIAA för en försäljning av 3 miljoner exemplar. Bland dessa utökade album märks White Christmas (2000), Christmas Peace (2003), Elvis Christmas (2006) och Christmas Duets (2008), vilka var och en har certifierats guld av RIAA  och alltså sålts i mellan en halv och en miljon exemplar, och Blue Christmas (1992) och If Everyday Was Like Christmas (1994) som båda har certifierats platina  för en försäljning av mellan en och två miljoner exemplar var.
Det saknas uppgifter om hur många exemplar av Elvis' Christmas Album som har sålts utanför USA. Som representant för BMG, som har köpt RCA och äger Elviskatalogen, uppger Ernst Jørgensen att för andra Elvisalbum, som exempelvis Elvis: 30 #1 Hits (som enligt RIAA har sålt över 6 miljoner exemplar i USA ), har ungefär 1/3 av den totala försäljningen skett i USA och 2/3 i resten av världen.